# Hufang, Fujian
Hufang (kinesiska: 胡坊) är en köping i sydöstra Kina. Den ligger i Mingxi härad i staden Sanming i provinsen Fujian, omkring 210 kilometer väster om provinshuvudstaden Fuzhou. Antalet invånare är 7 680. Befolkningen består av 3 422 kvinnor och 4 258 män. Barn under 15 år utgör 9,0 %, vuxna 15-64 år 78 %, och äldre över 65 år 11,0 %.